# ロイヤル工業
ロイヤル工業株式会社（ロイヤルこうぎょう、英: ROYAL INDUSTRIES CO., LTD.）は、かつて愛知県名古屋市南区豊田に本社を置いていた電気機器メーカー。

## 概要
1961年（昭和36年）設立。編み物用品や玩具、パソコン周辺用品などオリジナル商品の開発・製造・販売を行うオリジナル事業部と魚群探知機の開発・販売を行うマリン事業部（旧・株式会社不二ロイヤル）があった。
2009年（平成21年）には、市販の飴玉（キャンディ）で綿あめを作るクッキングトイの「Newあめdeわたあめ」がヒットし各メディアで取り上げられている。
しかし、経営不振のため2014年（平成26年）6月30日をもって事業停止。2015年（平成27年）2月2日に破産手続の開始が決定した。負債額は約5億円。そして2016年（平成28年）3月17日に法人格が消滅した。

## 主な製品
- 魚群探知機
- 玩具
- 編み物用品
- ペット用品
- パソコン周辺用品

### アイアムアティーチャー
編み物の基礎やセーターの作り方を説明してくれるファミリーコンピュータ ディスクシステム用ソフト。
スーパーマリオのセーターと手あみのきその2本が発売された。ディスクライターによる書き換えは行われていなかった。
アイアムアティーチャー スーパーマリオのセーター
スーパーマリオブラザーズのキャラクターが入ったセーターの作り方を説明してくれるソフト。
初めに編み図を選択し身長等を入力するとコンピュータがサイズを計算してくれる。後は画面の説明通りに編んでいく。編み図は全15種類。
アイアムアティーチャー 手あみのきそ
「てあみのきそ」と「セーターをつくる」の2つのモードがある。
てあみのきそ･･･基本的な編み方を説明してくれるモード。
セーターをつくる･･･必要な数字を入力すると、そのセーターを作るのにどれくらいの毛糸が必要かを見積もってくれ、それから編み方を説明してくれるモード。

## 事業所
- 本社（愛知県名古屋市南区）
- 九州営業所（山口県下関市）